# Dzjanybek
Dzjanybek (ryska: Джаныбек) är en ort i Kazakstan.   Den ligger i oblystet Västkazakstan, i den västra delen av landet, 1 700 km väster om huvudstaden Astana. Dzjanybek ligger 29 meter över havet och antalet invånare är 8 212.
Terrängen runt Dzjanybek är mycket platt. Runt Dzjanybek är det mycket glesbefolkat, med 2 invånare per kvadratkilometer. Det finns inga andra samhällen i närheten. Trakten runt Dzjanybek består i huvudsak av gräsmarker.